# Faustino e Giovita
Faustino e Giovita erano due giovani nobili bresciani vissuti nel II secolo d.C., che intrapresero la carriera militare e divennero cavalieri. In seguito furono convertiti al cristianesimo dal vescovo Apollonio e subirono il martirio tra il 120 e il 134, per non aver voluto sacrificare agli dèi. Sono venerati dalla Chiesa cattolica come santi, si 
festeggiano il 15 febbraio e sono patroni della città e della diocesi di Brescia e della parrocchia di Sorbolo, di Chiari, di Sarezzo e della città di Darfo Boario Terme.

## Conversione
Secondo la leggenda furono convertiti e battezzati da Sant'Apollonio, vescovo di Brescia, che li accolse nella comunità dei primi cristiani bresciani. Furono subito molto impegnati nell'evangelizzazione ed erano efficaci predicatori, tanto che il vescovo nominò Faustino presbitero e Giovita diacono.
Il successo della loro predicazione li rese invisi ai maggiorenti di Brescia, che temevano la diffusione del cristianesimo. Era il periodo della persecuzione voluta da Traiano ed alcuni personaggi potenti della città invitarono il governatore della Rezia, Italico, ad eliminarli con il pretesto di preservare l'ordine pubblico. In seguito sopravvenne tuttavia la morte di Traiano e il governatore ritardò la cattura, in attesa dell'elezione di un nuovo imperatore.

## Martirio

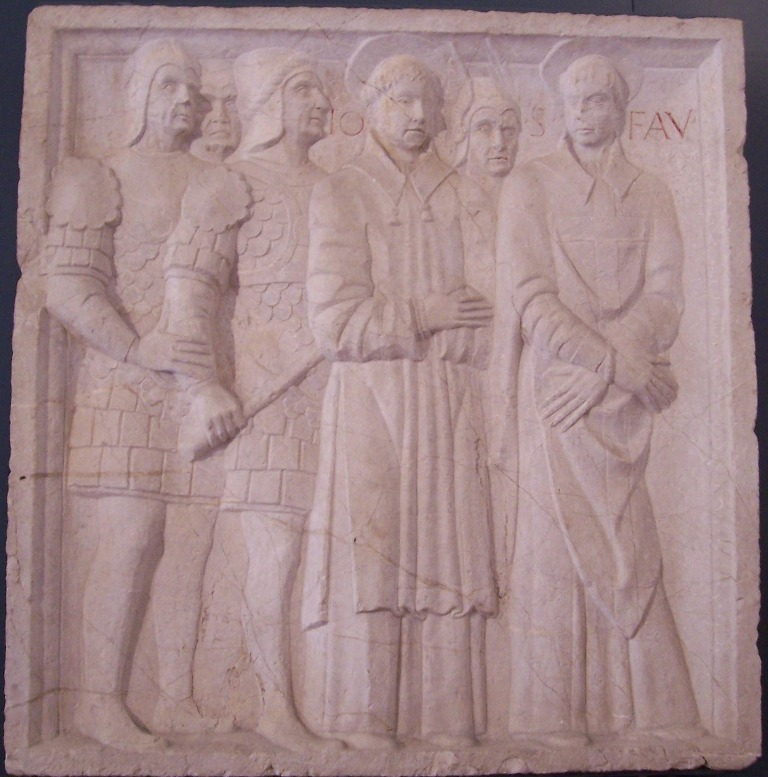
Martirio dei santi Faustino e Giovita (Brescia - Santa Giulia)

L'imperatore Adriano ordinò a Italico di procedere nella persecuzione, Faustino e Giovita si rifiutarono di sacrificare agli dèi e furono incarcerati. Intanto l'imperatore di ritorno dalla campagna di Gallia si fermò a Brescia, venne coinvolto nella faccenda ed egli stesso chiese ai due giovani di adorare il Dio Sole, ma essi si rifiutarono ed anzi colpirono la statua del dio pagano. L'imperatore ordinò che fossero dati in pasto alle belve del circo e furono rinchiusi in una gabbia con delle tigri. Le fiere rimasero mansuete e si accovacciarono ai loro piedi; il miracolo ebbe come effetto la conversione di molti spettatori, tra cui anche la moglie del governatore Italico, Afra, che diverrà un giorno anche lei martire e sarà proclamata santa. 
Venne ordinato che i giovani fossero scorticati vivi e messi al rogo. Il martirologio racconta come il fuoco non toccò nemmeno le vesti dei due condannati e le conversioni in città ebbero ancora più larga diffusione. Furono tenuti prigionieri nelle carceri di Milano, dove subirono molte torture, quindi furono trasferiti a Roma, dove furono di nuovo dati in pasto alle fiere nel Colosseo, ma anche stavolta ne uscirono indenni. Furono imbarcati e mandati a Napoli, e pare che grazie ad una loro intercessione una tempesta durante il viaggio si placò. Le torture continuarono, infine si decise di spingerli nel mare su una barchetta, che però tornò a riva (secondo la leggenda fu riportata in salvo dagli angeli).
Furono quindi condannati a morte, riportati a Brescia e il 15 febbraio furono decapitati, poco fuori porta Matolfa.
I corpi furono sepolti nel cimitero di San Latino e nello stesso luogo il vescovo Faustino successivamente fece edificare la chiesa di San Faustino ad Sanguinem, oggi Sant'Angela Merici. La storia della loro vita e la testimonianza del loro martirio è narrata nella Legenda Maior.

## Culto
Generalmente i due santi vengono rappresentati in veste militare romana, spesso con la spada in un pugno e la palma del martirio nell'altra. Altre raffigurazioni li mostrano in vesti religiose, Faustino con le fattezze di un presbitero, Giovita invece di diacono.

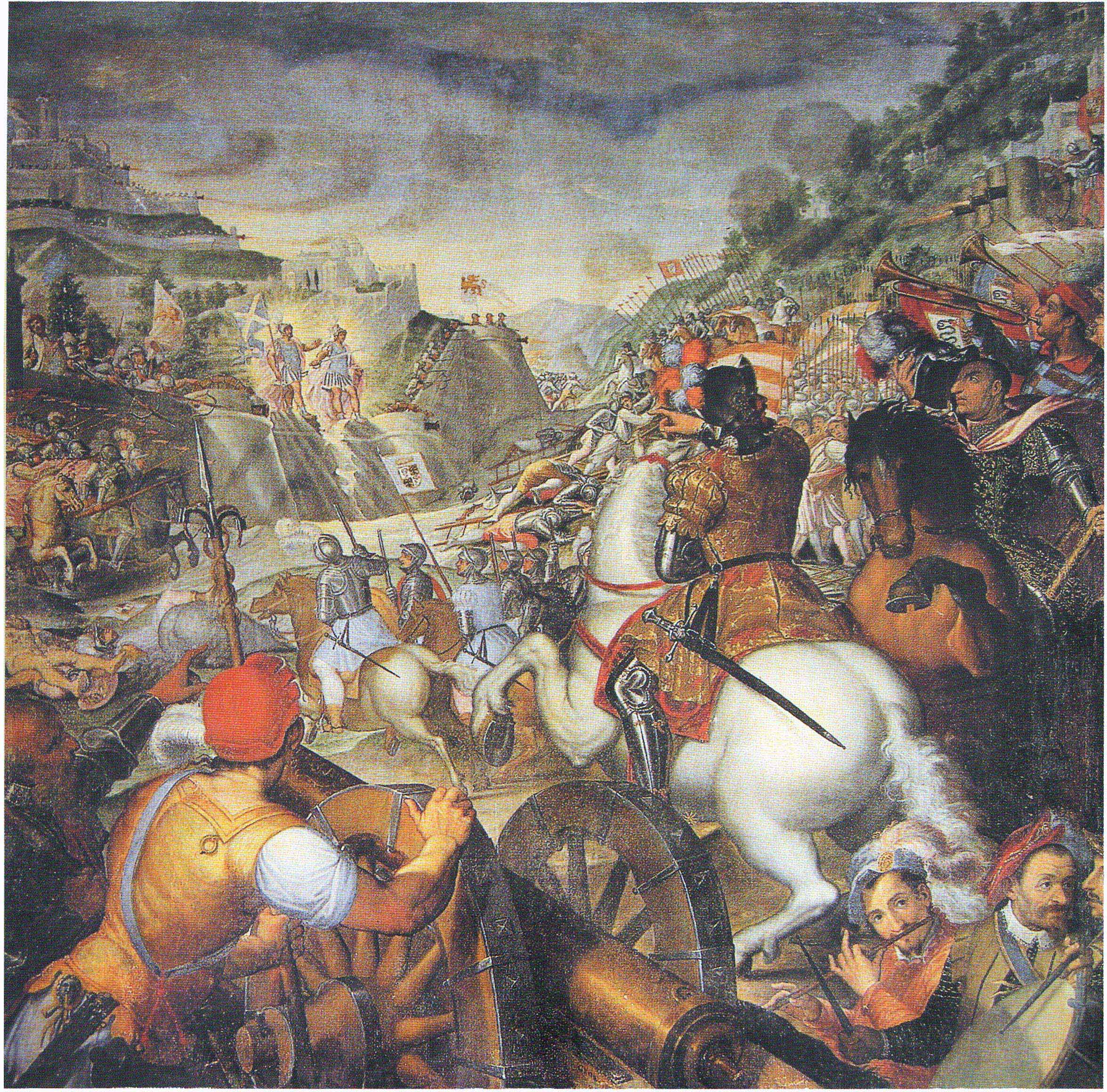
L'opera pittorica che raffigura l'apparizione dei due santi sulle mura di Brescia, in difesa della città dall'assedio

Il culto dei due santi si diffuse verso l'VIII secolo d.C.. Risale a questo periodo, infatti, la narrazione leggendaria della loro vita. I Longobardi diffusero la devozione per i due santi in tutta l'Italia, in particolare a Viterbo.
Da segnalare anche l'intitolazione ai due santi di un oratorio (rimasto pressoché intatto esternamente) di età longobarda o carolingia nei pressi di Albairate (MI) in località Faustina, (dove sorgeva il villaggio ora scomparso di Verdesiacum), e una chiesa, probabilmente di origine proto-romanica, ad Aigovo, frazione montana del comune di Molini di Triora (Im).
Faustino e Giovita divennero i santi patroni di Brescia nel 1438, in seguito ad un evento straordinario avvenuto nel corso dei decisivi combattimenti che portarono i milanesi a levare un feroce assedio, il 13 dicembre 1438. Si racconta che i due santi apparvero sulle mura della città e aiutarono i bresciani a vincere i milanesi, respingendo le palle delle cannonate a mani nude. A Brescia vengono festeggiati il 15 febbraio, giorno nel quale si svolgono numerose manifestazioni tradizionali, tra cui una famosa e storica fiera popolare.
Dal XXI secolo la festa di San Faustino è considerata da alcuni festa di chi cerca l'anima gemella, in contrapposizione a san Valentino festeggiato il 14 febbraio.
I santi Faustino e Giovita sono patroni anche dei comuni di Bienno, Chiari, Darfo Boario Terme, Quinzano d'Oglio e Sarezzo, in provincia di Brescia e di Brembate in provincia di Bergamo.
Sempre in provincia di Bergamo, sono patroni di Villa d'Almè. All'interno della chiesa parrocchiale, ad essi dedicata, si trova un ciclo di affreschi attribuiti a Giovanni Antonio Raggi che rappresenta gli eventi più importanti della vita dei martiri.
I due santi sono patroni anche del paese di Sorbolo dove, secondo la tradizione, avrebbero sostato durante l'ultima deportazione verso Brescia. All'interno della chiesa parrocchiale, ad essi dedicata, si trova una pala d'altare del XVIII secolo raffigurante il loro martirio, opera del pittore parmense Giuseppe Peroni.
Ad essi sono inoltre dedicate le chiese dei Santi Faustino e Giovita di Bienno e di Darfo, quest'ultimo capoluogo del comune di Darfo Boario Terme, in provincia e diocesi di Brescia, dove si tiene ogni anno una fiera molto partecipata dagli abitanti dell'intera bassa Val Camonica.